# Liste von Persönlichkeiten aus Pellio Intelvi
Diese Liste enthält in Pellio Intelvi geborene Persönlichkeiten und solche, die in Pellio Intelvi ihren Wirkungskreis hatten, ohne dort geboren zu sein. Die Liste erhebt keinen Anspruch auf Vollständigkeit.

## Persönlichkeiten
- Künstlerfamilie de Aria[1][2]

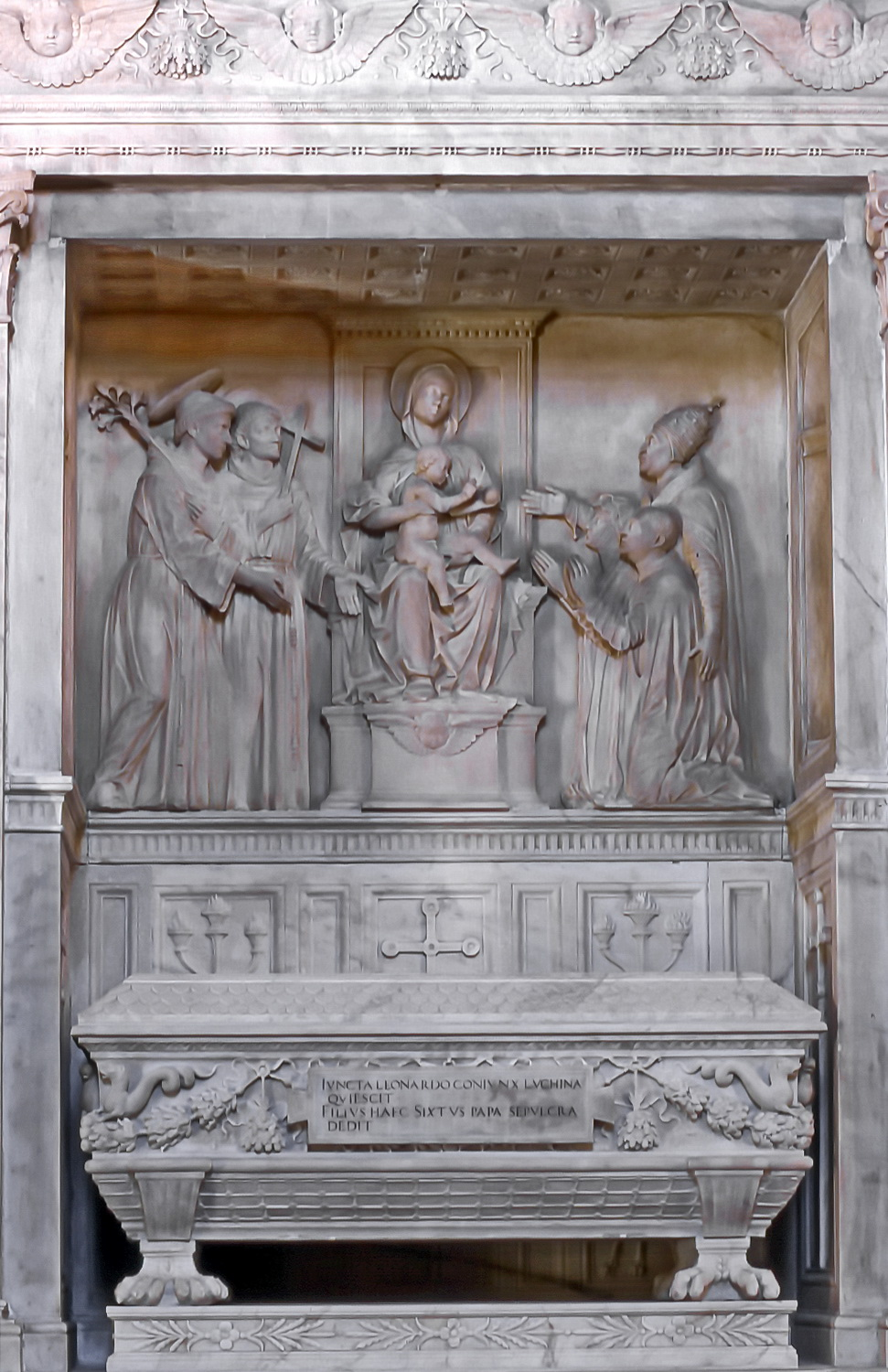
Michele de Aria: Grabmal der Eltern von Papst Sixtus IV., Savona, 1483.

  - Michele de Aria (* um 1440 in Pellio Inferiore; † nach 1496 ebenda ?), Sohn von Beltrame, Bildhauer am Palazzo San Giorgio (Genua)[3][4][5][6]
  - Giovanni de Aria (* um 1460 in Pellio Inferiore; † nach 1490 ebenda ?), Sohn von Beltrame, Bildhauer in Genua und Savona[7][8][4][9][10]
  - Bonino de Aria (* um 1460 in Pellio Inferiore; † nach 1490 ebenda ?), Sohn von Beltrame, Bildhauer in Savona[11][12]

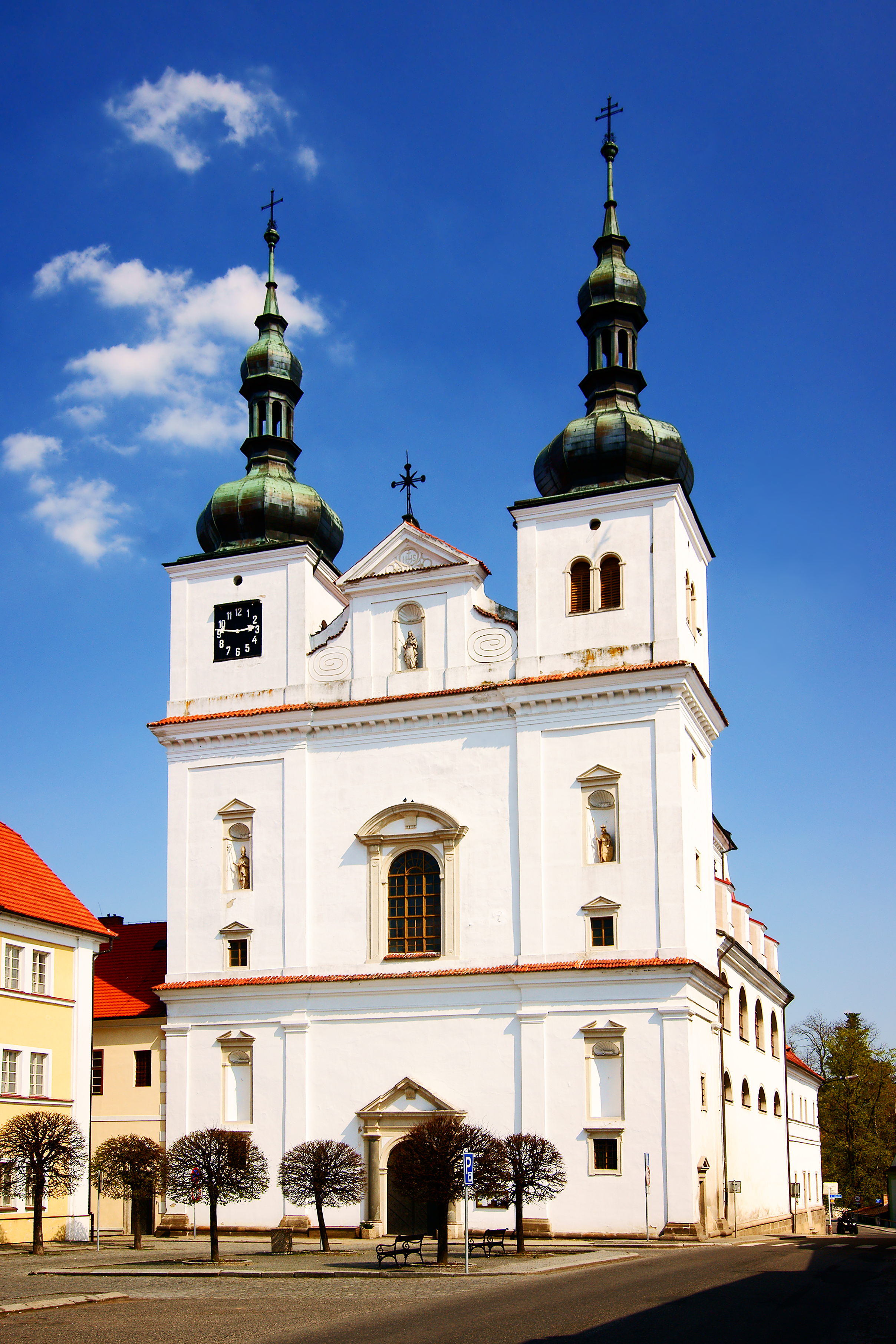
Carlo Lurago, Kirche Heilige Franz Xaver und Ignatius von Loyola in Březnice

- - Pietro de Aria (* um 1490 in Pellio Inferiore; † nach 1540 ? ebenda ?), Sohn von Bonino, Bildhauer in Savona[13]
  - Bernardino de Aria (* um 1580 in Pellio Inferiore; † nach 1630 in Rom ?), Polier und Marmorhändler. 1621 gründete er mit Francesco Borromini, Bernardino Daria und Gerolamo Novi aus Lanzo d’Intelvi, ein Unternehmen zum Handel mit Marmor in Rom. Die beiden hatten zuvor für Borrominis Onkel, den Architekten Leone Garove aus Bissone, gearbeitet.[14][15]
  - Simone de Aria (* um 1580 in Pellio Inferiore; † nach 1630 in Rom ?), Bruder des Bernardino, Stuckateur. Dekorationen in der Kirche Santa Maria della Scala in Rom und im von Carlo Maderno 1603–1629 erbauten Langhaus des Petersdoms.[16][14][17]
  - Giovanni Antonio Dario (auch Daria) (um 1630–1702), Architekt, Steinschneider, Steinmetzmeister und Hofkammerportier in Salzburg und in der Stiftskirche Mariae Himmelfahrt in St. Florian.

- Antonio di Val d’Intelvi (* um 1315 in Pellio; † nach 1350 ebenda ?), Bildhauer und Architekt in Bellano[18]
- Antonio Medaglia (* um 1480 in Pellio; † nach 1538 ebenda ?), Bildhauer und Architekt in Brescia, Trient und Civezzano[19]
- Antonio Albrizzi (* 1499 in Pellio Superiore; † nach 1554 in Strážnice), Baumeister 25 Jahre lang in Mähren, ab 1554 schuf er für Kanzler Franz von Strassnitz. Kehrt jedes Jahr nach Hause zurück.[20][21]
- Bartolomeo Albrizzi (* 1499 in Pellio Superiore; † nach 1554 in Wien), Bruder von Antonio, Steinmetz in Wien, zusammen mit Simone Orlando aus Pellio Superiore[20]
- Matteo de Lazari (* um 1599 in Pellio Superiore; † nach 1618 ebenda ?), Baumeister in Genua[22]

- Künstlerfamilie Lurago[23][24]
  - Amuzio da Lurago (* um 1400 in Pellio Superiore; † nach 1461 ebenda), Bildhauer am Dom zu Como[25][26][27]
  - Giuliano de Lurago (* um 1450 in Pellio Superiore; † nach 1500 ebenda ?), Bildhauer in Siena[28]
  - Cristoforo Lurago (* um 1475 in Pellio Superiore; † nach 1520 ebenda ?), Architekt in Pergine Valsugana, Rovereto und Altfinstermünz[29]
  - Giorgio de Lurago (* um 1495 in Pellio Superiore; † nach 1526 ebenda ?), Architekt in Bleggio Superiore[30]
  - Pietro de Lurago (* um 1495 in Pellio Superiore; † nach 1526 ebenda ?), Architekt in Bleggio Superiore[31]
  - Rocco Lurago (* um 1505 in Pellio Superiore; † 1590 in Genua), Sohn des Anselmo, Architekt und Bildhauer.[32][24]
  - Giovanni Lurago (* um 1500 Pellio Superiore; † um 1580 ebenda ?), Sohn des Anselmo, Architekt und Bildhauer in Genua.[33][24][34]
  - Giacomo Lurago (* um 1520 in Pellio Superiore; † nach 1549 ebenda ?), Bildhauer ?, Baumeister in Genua[35]
  - Tommaso Lurago (* 9. Dezember 1608 in Pellio Superiore; † nach 20. September 1670 in Modena), Sohn des Giovanni Antonio, Bildhauer[36][24]
  - Rocco Lurago (* um 1530 in Pellio Superiore; † nach 1590 ebenda ?), Bildhauer. Sein Grab wurde 1597 von seinen Söhnen in der Kirche Nostra Signora del Carmine in Genua errichtet, mit der eingravierten Grabinschrift: Sepulcrum domini Rochi Luragi et Johannis Antonii Orsolini.[37]
  - Carlo Lurago (1615–1684), Architekt in Prag, Passau und Březnice.
  - Antonio Lurago (* 27. September 1626 in Pellio Superiore; † um 1685 in Carpi (Provinz Modena)?), Bruder des Tommaso, Architekt[24]
  - Martino Lurago (* um 1630 in Pellio Superiore; † 1693 in Passau ?), Baumeister[38]
  - (Francesco) Anselmo Lurago (* 1634 in Pellio Superiore; † 1693 in Prag), Sohn des Rocco, Architekt[39][24][40]
  - Domenico Antonio Lurago (* 16. Januar 1638 in Pellio Superiore; † um 1670 in Prag), Sohn des Rocco, Stuckateur, Architekt[24]
  - Carlo Antonio Lurago (* um 1646 in Pellio Superiore?; † nach 1690 in Bastiglia?), Sohn des Antonio, Architekt[41]

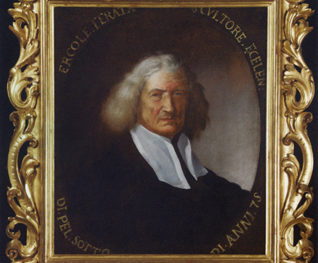
Ercole Ferrata, Porträt

- - Giovanni Antonio Lurago (* 3. Januar 1653 in Pellio Superiore; † 9. Juni 1727 in Prag), Sohn des Anselmo, Stuckateur, Architekt[42][24]
  - Anselmo Lurago (1701–1765), Sohn des Giuseppe Tommaso, Baumeister in Prag, Rabštejn nad Střelou, Veliš u Jičína und Stružnice.
  - Giovanni Martino Lurago (* 19. Februar 1719 in Como?; † 15. Dezember 1775 in Passau), Stiefbruder des Anselmo, Stuckateur[43]

- Künstlerfamilie Ferrata
  - Ercole Ferrata (1610–10. Juli 1686), Bildhauer, Stuckateur tätig in Rom.
  - Francesco Ferrata (* um 1660 in Pellio Intelvi; † nach 1708 in Breslau), Architekt[44][45]
  - Tommaso Ferrata (* um 1660 in Pellio Inferiore; † 12. Oktober 1736 in Schöffling), Stuckateur in Ljubljana neben dem Maler Giulio Quaglio, im Stiftsgebäude von Spital am Pyhrn zusammen mit Lorenzo Canevale[46][47]
  - Carl Ludwig Ferrada (* 8. August 1683 in Schöffling; † ebenda?), Sohn des Tommaso, Stuckateur[48]

- Tommaso Morelli (* um 1580 in Pellio; † um 1630 ebenda ?), Baumeister in Rom[49]
- Giovanni Giacomo Porta (* 1585 in Pellio; † nach 1661 ebenda ?), Bildhauer, Unternehmer und Architekt tätig mit Taddeo Carlone an der Basilica della Santissima Annunziata del Vastato in Genua[50]
- Michele Caminada (* um 1700 in Pellio Superiore; † nach 1730 in Quedlinburg?), Stuckateur in den Schlössern Söder bei Hildesheim, Stolberg und Quedlinburg.[51]
- Umberto Silva (* 1943 in Pellio Intelvi), Psychoanalytiker, Schriftsteller.